# NGC 7268
NGC 7268 ist ein interagierendes Galaxienpaar im Sternbild Südlicher Fisch am Südsternhimmel.
Das Objekt wurde am 28. September 1834 von John Herschel entdeckt.